# Erik Johan Thunstedt
Erik Johan Thunstedt, född 20 maj 1862 i Falun, Kopparbergs län, död 8 april 1933 i Floda, Kopparbergs län, var en svensk organist, folkskollärare och folkmusikupptecknare. 
Thunstedt avlade folkskollärar-, organist- och kyrkosångarexamen 1885. Samma år blev han, efter ett kortare förordnande i Säter, enhälligt vald till förenade tjänsten i Floda, vilken tjänst han innehade till 1922, då han avgick med pension. Han var 1904–1921 ordförande i kommunalstämman, åren 1908–1924 ledamot i kyrko- och skolrådet samt vice ordförande i kyrkostämman från 1912 till sin bortgång. 
Thunstedt besatt en högt driven teknik och trakterade en mängd olika instrument. Kyrkomusiken ägnade han sitt största intresse, och han komponerade själv flera satser och preludier av stort musikaliskt värde. Från den bygd han verkade i upptecknade han även många folkvisor och låtar, som därigenom bevarats åt eftervärlden.